# Kramgoa låtar 2011
Kramgoa låtar 2011 är ett studioalbum av den svenska sångaren Christer Sjögren, släppt 2011.

## Låtlista
1. Mötet
2. Natten tänder sina ljus
3. Det skrivs så många vackra ord
4. A Violin That Never Has Been Played
5. Meet Me in Heaven
6. Barndomsåren
7. Tack
8. Livet det har varit gott mot mej
9. Jag vill alltid ha dej som du är
10. Om du var min
11. Blue Bayou
12. Halvvägs till himlen
13. Jag vill andas samma luft som du
14. Ditt hjärtas röst

## Listplaceringar
| Lista (2011) | Topplacering |
| ------------ | ------------ |
| Norge        | 26           |
| Sverige      | 2            |

### Fotnoter
1. ↑  ”Ginza Musik”. Arkiverad från originalet den 3 juli 2011. https://web.archive.org/web/20110703033715/http://www.ginza.se/Product/Product.aspx?Identifier=12895. Läst 16 juli 2011.
2. ↑  ”Musikindustrin”. http://www.musikindustrin.se/2011/07/07/sverigetopplistan_v_27_eric_saade_i_topp_med_arets_snabbast_saljande_album/. Läst 16 juli 2011.
3. ↑  ”Svensk mediedatabas”. https://smdb.kb.se/catalog/id/002739563. Läst 16 juli 2011.
4. ↑  ”Listplacering”. http://norwegiancharts.com/showitem.asp?interpret=Christer+Sj%F6gren&titel=Kramgoa+l%E5tar+2011&cat=a. Läst 16 juli 2011.
5. ↑  ”Listplacering”. http://hitparad.se/showitem.asp?interpret=Christer+Sj%F6gren&titel=Kramgoa+l%E5tar+2011&cat=a. Läst 16 juli 2011.